# Pierre Desloges
Pierre Desloges (* 20. September 1742 in Touraine, † um 1799) war ein gehörloser Autor.

## Biographie
Pierre Desloges erkrankte mit 7 Jahren an Pocken und wurde dadurch taub. Vorher soll er aber schon schriftliche Französischkenntnisse gehabt haben. Auch nach seiner Erkrankung muss er weiterhin viel Französisch geübt haben, obwohl er die Schule nicht mehr besuchen konnte.
Als junger Mann zog er im Alter von 21 Jahren nach Paris um Buchbinder und Polsterer zu werden. Erst mit 27 Jahren lernte er durch den Unterricht von einem gehörlosen Italiener die Gebärdensprache. Von da an schloss sich Desloges der Pariser Gehörlosengemeinschaft an und interessierte sich sehr für die Verwendung der Gebärdensprache.
1779 gilt er als erster Gehörloser der ein Buch veröffentlichte in dem er sich für die Nutzung der Gebärdensprache in der Gehörlosenpädagogik einsetzte.
Aus dem Buch wissen wir auch, dass die Pocken Desloges schwer deformiert hatten, da er alle Zähne und die Fähigkeit, Mundbewegungen zu kontrollieren, und damit auch seine Sprache verlor. Nach der Krankheit beschränkte sich seine Kommunikation mit der Welt darauf, zu schreiben und zu sagen, was er konnte.
Die Kenntnis der Gebärdensprache wurde für Desloges zur Möglichkeit eines sozialen Lebens, da er mit ihr ohne Einschränkungen kommunizieren konnte.
Es ist bekannt, dass Desloges in den Jahren der Französischen Revolution (nach 1789) auch einige andere Bücher mit politischem Inhalt schrieb, die beim Publikum großen Anklang fanden.
Ort und Datum seines Todes sind nicht genau bekannt, es wird jedoch angenommen, dass er nicht vor 1792, dem Datum der Veröffentlichung seines letzten Buches, gestorben sein dürfte. Er änderte auch im selben Jahr seinen Vornamen in den von Äsop, um dem revolutionären Klima jener Jahre zu folgen und seine Verbindung zum berühmten Äsop der Antike zu unterstreichen.

## Gebärdensprache
1779 veröffentlichte er ein Buch, in dem er sich für die Nutzung der Gebärdensprache in der Gehörlosenpädagogik einsetzte. Teilweise widersprach er damit den Ansichten von Abbé Claude-François Deschamps de Champloiseau, der sich in seinem veröffentlichten Buch gegen die Verwendung von Gebärdensprache aussprach. Desloges erklärte daraufhin: „Ich bin ein Franzose, der sieht, wie seine Sprache von einem wenig französischsprechenden Deutschen herabgesetzt wird, dachte ich, ich sei verpflichtet, meine Sprache gegen die falschen Anschuldigungen dieses Autors zu verteidigen.“ Er beschrieb in seinem Buch eine Gemeinschaft von Gehörlosen die Gebärdensprache benutzen (heute als alte Französische Gebärdensprache bezeichnet).
Dieses Buch widerlegt die These, dass Abbe de l’Épée die Gebärdensprache erfunden hat. Desloges Buch beweist, das die Französische Gebärdensprache älter ist als die berühmte französische Gehörlosenschule und tatsächlich eine Erfindung von gehörlosen Menschen ist.
In dieser Arbeit beschreibt er auch die Funktionsweise der Pariser Gehörlosengemeinschaft und die Prozesse, die es einem Gehörlosen ermöglichen, seinen Platz in der Pariser Gesellschaft zu finden. Seine Aussage verdeutlicht uns auch, dass ein gehörloser Mensch in einer so dynamischen Stadt wie Paris alles andere als isoliert ist.
Neben seinem Nutzen für sich, lernte Desloges auch die Arbeitsmethoden, die de l'Epée in seiner Schule anwandte, kennen. Desloges beobachtete, dass gehörlose Kinder ohne Schwierigkeiten und mit großem Nutzen lernten, wenn sie durch Gebärdensprache unterrichtet wurden.

## Weiterführende Literatur
- Desloges, P.  Observations d'un sourd et muèt, sur un cours elémentaire d'education des sourds et muèts, Published in 1779 by M. l'Abbé Deschamps (Chapelain de l'Église d'Orléans), Amsterdam and B. Morin, Paris.
- Pierre (Aesop) Desloges, The Prediction of Astronomers on the End of the World, Accomplished, or the Regeneration of Europe in Work, gewidmet Herrn de la Fayette,... von einem französischen Staatsbürger, Paris: chez Garnéry, an II [1793-1794]
- Pierre (Esope) Desloges, Almanach der Vernunft, für das zweite Jahr der Französischen Republik, ein Unteilbares ([Reprod.]) / Hrsg. von der Republikanerin Esope Desloges, taubstumm, wohnhaft im Nationalhaus von Bicétre, mit Bürger Desloges (Paris), Jahrgang II [1793-1794]
- Angélique Cantin und Yann Cantin, Biographisches Wörterbuch der Gehörlosen in Frankreich, 1450-1920, Vorwort von Bernard Truffaut, Paris, Archives et Culture, 2017 ISBN 978-2-35077-307-0
- Fischer, Renate: The Study of Natural Sign Language in Eighteenth-Century France. Sign Language Studies - Volume 2, Number 4, Summer 2002, pp. 391–406
- Moody, William: Pierre Desloges (1747-?). In: Cleve, John V. van (Hrsg.): Gallaudet encyclopedia of deaf people and deafness. Vol. 1. A-G. New York, NY [u. a.] : McGraw-Hill Book Company, Inc. (1987) - pp. 301–302
- Yann Cantin: Pierre Desloges le regard sourd du 18e siècle. Autour des Observations d’un sourd et muet (1779), Dix-huitième siècle, vol. 50, no 1, 2018, S. 357–371.